# Oklahoma City Thunder

Logo der Sonics

Die Oklahoma City Thunder sind ein professionelles Basketball-Franchise aus der nordamerikanischen Basketballliga NBA. Die Mannschaft ist in der Hauptstadt Oklahoma City des Bundesstaats Oklahoma beheimatet und trägt ihre Spiele in der Paycom Center aus.
Das Franchise wurde 1967 unter dem Namen Seattle SuperSonics gegründet und nahm zum Beginn der Saison 1967/68 den Spielbetrieb auf. Nach der Saison 2007/08 zog das Franchise von Seattle nach Oklahoma City und benannte sich um.

## Geschichte

### Die Zeit in Seattle (1967 bis 2008)
Die Seattle SuperSonics wurden 1967 gegründet und waren Seattles erste professionelle Basketballmannschaft. Sie gewannen 1979 ihre einzige NBA-Meisterschaft. Die Mannschaft gehörte zwischen 2001 und 2006 dem Gründer und Präsidenten der Starbucks-Coffee Shop-Kette, Howard Schultz.

### Umzug von Seattle nach Oklahoma City (seit 2008)

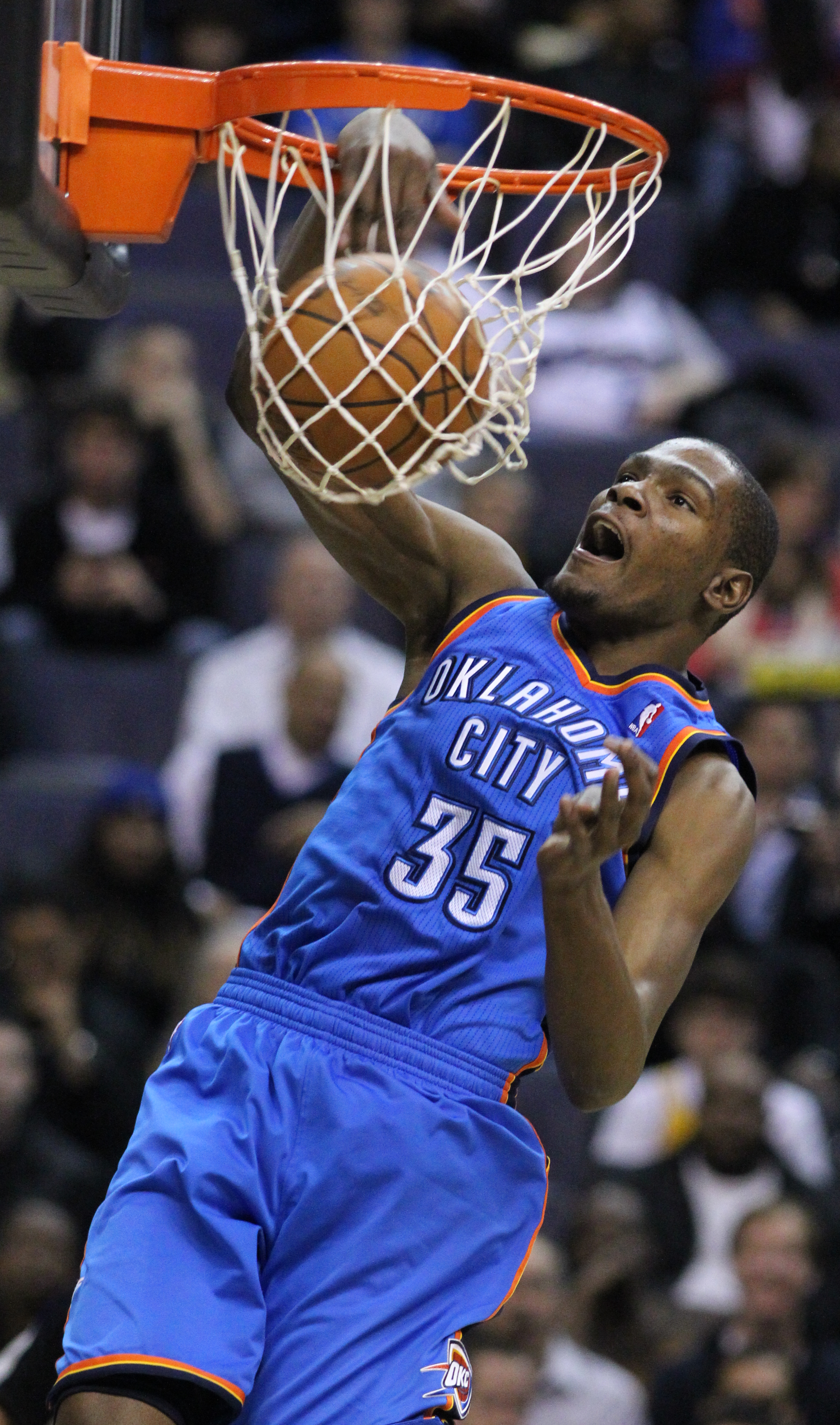
Kevin Durant spielte von 2007 bis 2016 für die Sonics/Thunder

Da im August 2005 Hurrikan Katrina im Großraum New Orleans, Louisiana enorme Schäden anrichtete, spielten die New Orleans Hornets während der Saison 2005/06 und 2006/07 in Oklahoma City. Die Hornets trugen in dieser Zeit ihre Heimspiele im Ford Center aus. Aufgrund der großen Unterstützung der Bewohner der Stadt und guten Besucherzahlen war David Stern, der Commissioner der NBA, der Meinung, dass Oklahoma City ein ausgezeichneter Ort für ein NBA-Franchise wäre.
Im Juli 2006 verkaufte der bisherige Inhaber Howard Schultz die SuperSonics für 350 Millionen US-Dollar an eine Investmentgruppe um Clay Bennett aus Oklahoma City. Bennet verlangte kurz nach dem Kauf des Franchise eine Unterstützung von der Stadt Seattle für den Bau einer neuen Arena oder die Renovierung der KeyArena, sonst werde er das Franchise umsiedeln. Wegen fehlender Unterstützung der Stadt Seattle verkündete Bennett bereits im November 2007, dass das Franchise nach Oklahoma City umziehen wird. Aufgrund eines bis 2010 laufenden Nutzungsvertrages für die KeyArena kam es im Juni 2008 zu einem Gerichtsverfahren zwischen Bennett und der Stadt Seattle. Man einigte sich schließlich darauf, dass Bennett 45 Millionen US-Dollar an die Stadt Seattle für die Auflösung des Vertrages zahlt und weitere 30 Millionen, falls Seattle bis 2013 kein neues Team hat.
Somit stand einer Übersiedlung nach Oklahoma City nichts mehr im Wege. Der Name SuperSonics und die Team-Farben bleiben in Seattle. Die Banner sowie die Trophäe nach dem Gewinn der Meisterschaft 1979 werden sich abwechselnd in Oklahoma City und in Seattle befinden. Sollte Seattle ein Expansion-Team erhalten, werden die beiden Städte sich die Geschichte der Sonics „teilen“. Am 3. September 2008 wurden der Teamname, das Logo und die Farben der Mannschaft präsentiert.

### Sportliche Entwicklung unter Durant und Westbrook (2008 bis 2016)
In der Saison 2008/09 waren die Thunder mit den ein Jahr zuvor gedrafteten Jungstars Kevin Durant, Jeff Green und Rookie Russell Westbrook, der im NBA-Draft 2008 an vierter Stelle ausgewählt wurde, eines der jüngsten Teams der NBA. In dieser Phase des Neuaufbaus startete die Mannschaft schlecht in ihre erste NBA-Saison. Daraufhin wurde Headcoach P. J. Carlesimo entlassen und mit Scott Brooks ersetzt. Die Playoffs wurden zwar verfehlt, die sportliche Entwicklung Durants und Westbrooks ließ jedoch Gutes für die Zukunft erhoffen. Im NBA-Draft 2009 zogen die Thunder mit James Harden ein weiteres Talent an dritter Stelle, der das Team neben Durant und Westbrook verstärken sollte.
Ein Jahr später qualifizierten sich die Thunder für die Playoffs, schieden jedoch gegen die favorisierten Los Angeles Lakers bereits in der ersten Runde aus. Durant gewann den Titel des NBA-Top-Scorers und wurde als erster Thunder-Spieler in das NBA All-Star Game berufen.

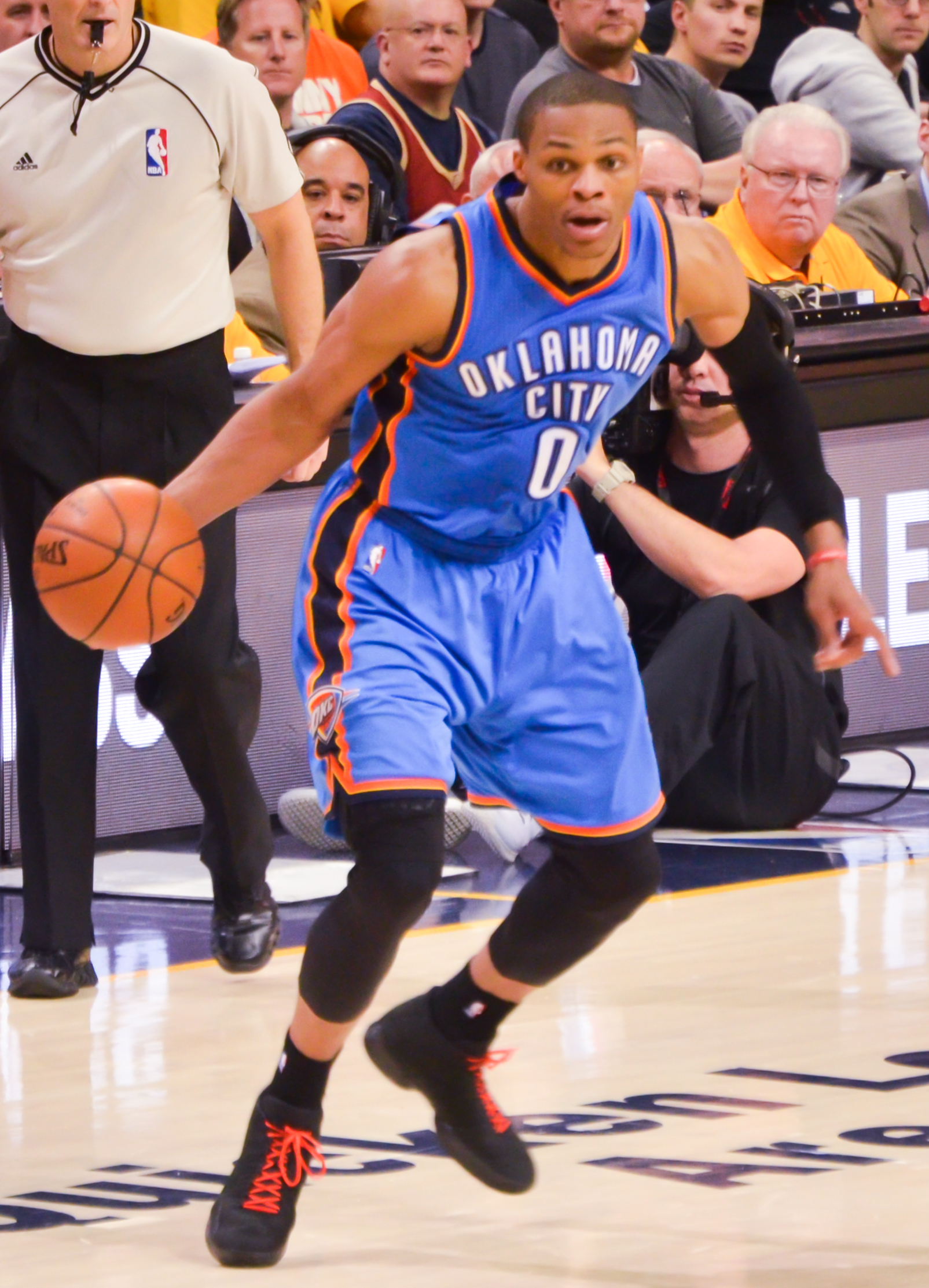
Point Guard Russell Westbrook spielte bis 2019 in Oklahoma City

In der Saison 2010/11 hatten sich die Thunder in der NBA etabliert. Durant und Westbrook wurden für ihre Leistung ins NBA-All Star Game berufen. In der Mitte der Saison gab das Team Jeff Green für Kendrick Perkins und Nate Robinson zu den Boston Celtics ab. Erneut qualifizierte sich die Mannschaft für die Playoffs und stand nach Playoff-Siegen gegen die Denver Nuggets und Memphis Grizzlies das erste Mal in den Western Conference Finals, wo sie auf die Dallas Mavericks um Dirk Nowitzki trafen. Die Thunder verloren die Serie mit 1:4 und Dallas zog in die NBA-Finals ein, welches sie ebenfalls gewinnen konnten.
In der Saison 2011/12 trafen die Thunder in der ersten Runde der Playoffs erneut auf die Mavericks, gewannen die Serie diesmal jedoch mit 4:0. Nachdem OKC im Conference-Halbfinale mit 4:1 gegen die Los Angeles Lakers gewann, bezwang das Team in den Conference-Finals die San Antonio Spurs trotz anfänglichen 0:2-Rückstandes noch mit 4:2 und stand somit in den Finals 2012 gegen die Miami Heat. Die Thunder verloren mit 1:4 gegen die Heat, die damit den zweiten Titel ihrer Teamgeschichte gewinnen konnte.
Vor Beginn der neuen Saison konnten sich die Thunder mit James Harden, der während der Playoffs eine sehr wichtige Rolle spielte, nicht auf eine Vertragsverlängerung einigen und transferierten ihn zu den Houston Rockets. In der folgenden Saison, am 6. März 2013 im Heimspiel gegen die Los Angeles Lakers, unterliefen der Mannschaft nur zwei Turnovers, womit sie einen NBA-Rekord aufstellte. Mit knappem Vorsprung vor den San Antonio Spurs konnte er sich erstmals den ersten Platz in der Western Conference sichern. Die Saison 2012/13 beendeten die Thunder auf Platz eins der Western Conference mit 60 Siegen und 22 Niederlagen. In der ersten Runde der Playoffs traf das Team auf die Houston Rockets um Ex-OKC-Spieler James Harden. Die Thunder setzten sich mit 4:2 durch, Russell Westbrook erlitt jedoch einen Meniskusriss und musste aus dem Spiel genommen werden. In der folgenden Runde trafen die Thunder auf die Memphis Grizzlies, denen sie sich mit 1:4 Siegen geschlagen geben mussten.
In der Saison 2013/14 erreichten das Team den zweiten Platz der Western Conference mit 59 Siegen. Die Thunder mussten einen Großteil der Saison auf Westbrook verzichten, der wegen einer Verletzung nur 46 Spiele absolvieren konnte. Kevin Durant spielte eine sehr gute Saison und wurde am Ende mit der MVP-Trophäe ausgezeichnet. Die Thunder erreichten nach Siegen über die Memphis Grizzlies und Los Angeles Clippers die Conference-Finals, schieden jedoch gegen die San Antonio Spurs mit 2:4 Siegen aus.
Die Saison 2014/15 war geprägt von großen Verletzungssorgen im Kader von Oklahoma City. Immer wieder mussten Stars wie Kevin Durant, Russell Westbrook oder Serge Ibaka aussetzen. Auch die Nachverpflichtung von Center Enes Kanter via Trade von den Utah Jazz brachte nicht mehr den erhofften Umschwung. Mit 45 Siegen und 37 Niederlagen verpassten die Thunder auf Platz 9 der Western Conference die Playoffs. Als Reaktion auf die schwache Saisonleistung wurde Head Coach Scott Brooks noch im April 2015 von seinen Aufgaben entbunden. Kurz nach seiner Entlassung wurde Billy Donovan, der bis dahin das Basketballteam der Florida Gators in der Collegeliga NCAA trainiert hatte, als neuer Coach angeheuert.
Die Saison 2015/16 beendeten die Thunder auf Platz 3 im Westen mit einer Bilanz von 55:27. Das Duo Durant/Westbrook erzielte gemeinsam 3.907 Punkte, 1.215 Rebounds und 1.195 Assists; kein anderes Spielerpaar der NBA erreichte jemals solche Zahlen. In den NBA-Playoffs trafen die Thunder nach Siegen über die Mavericks und Spurs in den Conference-Finals auf den Titelverteidiger, die Golden State Warriors. Die Thunder führten in der Serie mit 3:1, verloren jedoch die nachfolgenden drei Spiele und schieden mit 3:4 gegen die Warriors aus. Damit waren sie das zehnte Team der NBA-Geschichte, das nach einer 3:1-Führung aus den Playoffs ausschied.

### Westbrook-Jahre (2016 bis 2019)
Im NBA-Draft 2016 wurde Serge Ibaka zu den Orlando Magic abgegeben. Im Gegenzug wechselten unter anderem Rookie Domantas Sabonis und Victor Oladipo nach Oklahoma City. Durant entschied sich zu einem Wechsel zum Rivalen, den Golden State Warriors, an denen die Thunder in den Playoffs gescheitert sind. Westbrook dagegen verlängerte seinen Vertrag um drei weitere Jahre.
Nachdem die Thunder die Saison 2016/17 mit einer Bilanz von 47-35 auf Platz 6 der Western Conference abgeschlossen hatten, scheiterten sie in der ersten Runde der Playoffs an den Houston Rockets. Westbrook erzielte in der Regular Season im Schnitt ein Triple-Double (als erster Spieler seit Oscar Robertson in der Saison 1961/62) und wurde zum MVP der regulären Saison gewählt. Am 30. Juni 2017 transferierte Manager Sam Presti Victor Oladipo und Domantas Sabonis für All-Star Paul George zu den Indiana Pacers. Im weiteren Verlauf der Off-Season gelang es Presti, sowohl Andre Roberson erneut mit einem Vertrag (30 Millionen über 3 Jahre) auszustatten, als auch Patrick Patterson und Raymond Felton zu verpflichten. Am 23. September 2017 tauschte Presti Enes Kanter, Doug McDermott und einen Zweitrunden-Draftpick der Chicago Bulls für All-Star Carmelo Anthony zu den New York Knicks. Russell Westbrook verlängerte anschließend seinen Vertrag bis 2023.
In der Saison 2017/18 konnten die Thunder die hohen Erwartungen nicht immer erfüllen, sie qualifizierten sich jedoch für die Playoffs. Trotz Heimvorteil in der ersten Playoffrunde gegen die Utah Jazz, scheiterten die favorisierten Thunder im sechsten Spiel der Serie und schieden mit 2-4 gegen Utah aus.
Zur Saison 2017/18 verlängerte Paul George überraschend seinen mit Saisonende auslaufenden Vertrag um vier Jahre bis 2022, außerdem konnte man in der Free-Agency-Phase Nerlens Noel verpflichten. Die Verlängerung des Vertrages von George kam für viele unerwartet, da dieser noch in der vorhergegangenen Saison mitteilte, dass er zu den Los Angeles Lakers wechseln wolle. Am 19. Juli 2018 transferierten die Thunder den alternden All-Star Carmelo Anthony in einem 3-Team-Trade zu den Atlanta Hawks. Im Gegenzug erhielten sie den deutschen Point Guard Dennis Schröder von den Hawks und Timothé Luwawu-Cabarrot von den Philadelphia 76ers.
Nach einer enttäuschenden Saison 2018/19, in der die Thunder erneut in der ersten Runde der Playoffs ausschieden, gaben sie in der Off-Season Paul George an die Los Angeles Clippers ab und erhielten im Gegenzug Guard Shai Gilgeous-Alexander, Danilo Gallinari, fünf Erstrunden-Draftpicks (2022, 2024 und 2026 von den Clippers; 2021 und 2023 via Miami) und 2 Pick-Swaps. Kurz darauf transferierte das Team auch Jerami Grant zu den Denver Nuggets für einen weiteren Erstrunden-Pick. Einige Tage später wurde dann Superstar und langjähriger Franchise-Spieler Russell Westbrook zu den Houston Rockets getradet. Im Austausch erhielt man den Point Guard Chris Paul sowie 2 weitere Erstrunden-Picks (2024 und 2026) und 2 Pick-Swaps (2021 und 2025).

### Neubeginn nach Westbrook (Seit 2019)
Durch die Verluste von Russell Westbrook, Paul George und Jerami Grant wurde den Thunder eine schlechte Saison 2019/20 vorausgesagt, zumal viele damit rechneten, dass GM Sam Presti einige der besseren Spieler (Danilo Gallinari, Dennis Schröder, Steven Adams, Chris Paul) traden würde. So räumte ESPN den Thunder eine 0,2%-Chance ein, die Playoffs zu erreichen. Im NBA-Draft 2020 sicherte sich OKC die Rechte an Darius Bazley (23. Pick). Entgegen allen Erwartungen spielten die Thunder nach einem holprigen Start (0-4) eine gute Saison. Vor allem ab Dezember entwickelten sie sich überraschend zu einem der besten Teams und hatten ab Thanksgiving die zweitbeste Bilanz der Liga nach den Milwaukee Bucks. Dies gelang vor allem, weil die Veteranen Gallinari und Paul verletzungsfrei über den Erwartungen spielten und junge Spieler wie Shai Gilgeous-Alexander und Darius Bazley sich unter der Führung von Chris Paul gut weiterentwickelten. Außerdem avancierte Dennis Schröder zu einem der besten Bankspieler der Liga und zum Kandidaten für den besten 6. Spieler der Saison. Nachdem Terrance Ferguson mit privaten Problemen zu kämpfen hatte und Darius Bazley und Hamidou Diallo sich verletzten, nutzte der ungedraftete Luguentz Dort die Gunst der Stunde und spielte sich in die Startaufstellung und die Herzen der Thunder-Fans. Zusätzlich waren die Thunder das beste Clutch-Team der Liga und gewannen nahezu alle Partien, die am Ende noch knapp waren. Das 3-Guard-Lineup aus Dennis Schröder, Shai Gilgeous-Alexander und Chris Paul war nach Statistiken das beste Trio der Liga und entschied viele enge Spiele. Zusammen mit Steven Adams und Danilo Gallinari bildeten sie auch das beste Quintett der Liga.
Am 11. März 2020 war das Spiel gegen die Utah Jazz angesetzt, mit denen OKC zu diesem Zeitpunkt um die Plätze 4-6 (mit den Houston Rockets) kämpfte. Das Spiel wurde allerdings immer weiter verschoben, da kurz zuvor Rudy Gobert von den Jazz als erster NBA-Spieler positiv auf COVID-19 getestet wurde. Schließlich wurde das Spiel und die gesamte Saison 2019/20 ausgesetzt.
Im Juli wurde die Saison dann in der 2020 NBA Bubble in Disney World in Orlando fortgesetzt. Dort erreichten die Thunder nach den 8 Platzierungsspielen den 5. Platz im Westen und mussten in der ersten Runde der Playoffs gegen Chris Pauls altes Team, die Houston Rockets mit den ehemaligen OKC-Spielern Russell Westbrook, James Harden und Jeff Green, antreten. Nachdem man in den ersten beiden Spielen Probleme hatte, sich an den „Small Ball“ der Rockets zu gewöhnen und verlor, konnten die nächsten beiden Spiele gewonnen werden und es schien, als hätten die Thunder das Momentum auf ihrer Seite, zumal die Rockets durch die körperliche Unterlegenheit erschöpft wirkten. Allerdings wurden alle Spiele in der Bubble durch den Todesfall George Floyd und den anschließenden Protest aller Spieler verschoben. Anschließend kam Houston ausgeruhter und verstärkt durch Russell Westbrook, der die ersten 4 Spiele nach einer Verletzung ausgesetzt hatte, zurück und konnte das 5. Spiel gewinnen. Im 6. Spiel konnten die Thunder nochmal ausgleichen, verloren jedoch die Serie im 7. Spiel trotz einer historischen Performance von Luguentz Dort, der 30 Punkte auflegte, das meiste was jemals von einem Spieler in einem Spiel 7 erzielt wurde der 21 oder jünger ist – gefolgt von LeBron James (27 Punkte) und Kobe Bryant (25 Punkte).
In der Off-Season 2020, die sich durch COVID-19 in den Herbst verzögerte, wurde Sam Presti erneut aktiv und fädelte 11 Trades ein, die höchste Menge an Trades aller Zeiten eines Teams in der Off-Season. Zuerst wurde Dennis Schröder für Danny Green und den 28. Pick zu den Los Angeles Lakers getradet. Anschließend wurde Chris Paul mit Abdel Nader, für den man Anfang der letzten Saison wahrscheinlich noch Picks hätte abgeben müssen wegen seines hohen Vertrags, zu den Phoenix Suns geschickt für Ricky Rubio, Kelly Oubre Jr., Ty Jerome, Jalen Lecque und einen Erstrundenpick (2022). Während des NBA-Draft 2020 wurde Ricky Rubio mit den Picks 25 (via Nuggets) und 28 (via Lakers) zu den Minnesota Timberwolves getradet für James Johnson und den 17. Pick, mit dem man Aleksej Pokuševski wählte, und einen Zweitrundenpick (2024). Außerdem tradete man den eigenen 53. Pick 2020 (Cassius Winston) und einen Zweitrundenpick 2024 für den 37. Pick 2020 (Vít Krejčí) und Admiral Schofield. Vincent Poirier wurde für einen Zweitrundenpick geholt, anschließend aber in den bereits zuvor beschlossenen Trade von Danny Green und Terrance Ferguson zu den Philadelphia 76ers eingebaut, wofür die Thunder Al Horford, die Rechte an Théo Maledon (34. Pick 2020) und Vasilije Micić (52. Pick 2014) und einen Erstrundenpick erhielten. Aus dem Trade mit den Suns wurden auch Kelly Oubre Jr. (für einen Erstrundenpick 2021) und Jalen Lecque (für T. J. Leaf und einen Zweitrundenpick) weitergeleitet. Für Danilo Gallinari, der Free Agent war, konnte man einen Sign-And-Trade mit den Atlanta Hawks aushandeln, in dem man einen weiteren Zweitrundenpick erhielt. Zu Guter Letzt wurde auch noch der dienstälteste Thunder-Spieler Steven Adams in einem Vier-Team-Trade zu den New Orleans Pelicans geschickt, wofür man George Hill von den Milwaukee Bucks, sowie Kenrich Williams, Josh Gray, Zylan Cheatham, Darius Miller und einen weiteren Erstrundenpick und zwei Zweitrundenpicks erhielt.
Durch die Trades der letzten zwei Jahre haben die Oklahoma City Thunder in Summe 19 Erstrundenpicks und 14 Zweitrundenpicks in den nächsten 7 NBA-Drafts (einige der Picks sind geschützt, wodurch die tatsächliche Menge sich anders verteilen könnte). Sam Presti scheint alles dafür vorzubereiten, dass die Thunder in den nächsten Jahren durch den NBA-Draft neue Superstars finden, um eine neue Ära zu beginnen, die im Erfolg der ersten Ära mit Durant und Westbrook in nichts nachstehen soll.

## Aktueller Kader
| Nr. | Nat.                           | Name                    | Position       | Geburt     | Größe  | Info | College          |
| --- | ------------------------------ | ----------------------- | -------------- | ---------- | ------ | ---- | ---------------- |
| 2   | Kanada                         | Shai Gilgeous-Alexander | Guard          | 12.07.1998 | 198 cm |      | Kentucky         |
| 3   | Vereinigte Staaten             | Dillon Jones            | Forward/Center | 29.10.2001 | 196 cm | R    | Weber State      |
| 5   | Kanada                         | Luguentz Dort           | Guard          | 19.04.1999 | 193 cm |      | Arizona State    |
| 6   | Vereinigte Staaten             | Jaylin Williams         | Forward/Center | 29.06.2002 | 208 cm |      | Arkansas         |
| 7   | Vereinigte Staaten             | Chet Holmgren           | Forward/Center | 01.05.2002 | 216 cm |      | Gonzaga          |
| 8   | Vereinigte Staaten             | Jalen Williams          | Guard/Forward  | 14.04.2001 | 198 cm |      | Santa Clara      |
| 9   | Vereinigte Staaten             | Alex Caruso             | Guard          | 28.02.1994 | 196 cm |      | Texas A&M        |
| 11  | Vereinigte Staaten             | Isaiah Joe              | Guard          | 02.07.1999 | 193 cm |      | Arkansas         |
| 13  | Frankreich                     | Ousmane Dieng           | Forward        | 21.05.2003 | 211 cm |      | Frankreich       |
| 14  | Vereinigte Staaten             | Adam Flagler            | Guard          | 01.12.1999 | 191 cm | G    | Baylor           |
| 15  | Vereinigte Staaten             | Branden Carlson         | Center         | 14.06.1999 | 213 cm | G R  | Utah             |
| 21  | Vereinigte Staaten             | Aaron Wiggins           | Guard          | 02.01.1999 | 198 cm |      | Maryland         |
| 22  | Vereinigte Staaten             | Cason Wallace           | Guard          | 07.11.2003 | 193 cm |      | Kentucky         |
| 25  | Belgien Vereinigte Staaten     | Ajay Mitchell           | Guard          | 25.06.2002 | 196 cm | R    | UC Santa Barbara |
| 34  | Vereinigte Staaten             | Kenrich Williams        | Guard/Forward  | 02.12.1994 | 201 cm |      | Texas Christian  |
| 44  | Serbien                        | Nikola Topić            | Guard          | 10.08.2005 | 198 cm | R    | Serbien          |
| 55  | Deutschland Vereinigte Staaten | Isaiah Hartenstein      | Center         | 05.05.1998 | 213 cm |      | Deutschland      |
| 88  | Australien                     | Alex Ducas              | Guard/Forward  | 11.12.2000 | 201 cm | G R  | Saint Mary’s     |

| Nat.               | Name            | Position       |
| ------------------ | --------------- | -------------- |
| Vereinigte Staaten | Mark Daigneault | Head Coach     |
| Vereinigte Staaten | David Akinyooye | Assistenzcoach |
| Vereinigte Staaten | Dave Bliss      | Assistenzcoach |
| Vereinigte Staaten | Mike Wilks      | Assistenzcoach |
| Vereinigte Staaten | Chip Engelland  | Assistenzcoach |
| Vereinigte Staaten | Grant Gibbs     | Assistenzcoach |
| Vereinigte Staaten | Connor Johnson  | Assistenzcoach |
| Vereinigte Staaten | Kameron Woods   | Assistenzcoach |

| Abk. | Bedeutung                       |
| ---- | ------------------------------- |
| Nr.  | Trikotnummer                    |
| Nat. | Nationalität                    |
| C    | Mannschaftskapitän              |
| R    | Rookie                          |
| G    | Two-way contract                |
|      | Verletzungsbedingte Inaktivität |
| A    | Abwesend                        |

## Ehrungen und nennenswerte Leistungen
| Nr. | Nat.               | Name            | Position                  | Zeit                                                                        |
| --- | ------------------ | --------------- | ------------------------- | --------------------------------------------------------------------------- |
| 1   | Vereinigte Staaten | Gus Williams    | Guard                     | 1977–1984                                                                   |
| 10  | Vereinigte Staaten | Nate McMillan   | Guard                     | 1987–1998                                                                   |
| 19  | Vereinigte Staaten | Lenny Wilkens   | Guard und Trainer Trainer | 1969–1972 (Siege 121:125 Niederlagen) 1978–1985 (Siege 357:277 Niederlagen) |
| 24  | Vereinigte Staaten | Spencer Haywood | Forward                   | 1971–1975                                                                   |
| 32  | Vereinigte Staaten | Fred Brown      | Guard                     | 1971–1984                                                                   |
| 43  | Vereinigte Staaten | Jack Sikma      | Center                    | 1978–1986                                                                   |
| 4   | Vereinigte Staaten | Nick Collison   | Forward                   | 2003–2018                                                                   |

| Name              | aktueller Verein     |
| ----------------- | -------------------- |
| Ray Allen         | Karriere beendet     |
| Brent Barry       | Karriere beendet     |
| Dale Ellis        | Karriere beendet     |
| Derek Fisher      | Karriere beendet     |
| Shawn Kemp        | Karriere beendet     |
| Xavier McDaniel   | Karriere beendet     |
| Derrick McKey     | Karriere beendet     |
| Rashard Lewis     | Karriere beendet     |
| Gary Payton       | Karriere beendet     |
| Sam Perkins       | Karriere beendet     |
| Detlef Schrempf   | Karriere beendet     |
| Kendrick Perkins  | Karriere beendet     |
| Nate Robinson     | Karriere beendet     |
| James Harden      | Los Angeles Clippers |
| Serge Ibaka       | Real Madrid          |
| Kevin Durant      | Houston Rockets      |
| Carmelo Anthony   | Karriere beendet     |
| Paul George       | Philadelphia 76ers   |
| Russell Westbrook | Denver Nuggets       |
| Chris Paul        | San Antonio Spurs    |
| Dennis Schröder   | Detroit Pistons      |
| Steven Adams      | Houston Rockets      |

| Name            | Siege:Niederlagen | Siege [%] | Zeit      |
| --------------- | ----------------- | --------- | --------- |
| P. J. Carlesimo | 21-74             | 22,1      | 2007–2008 |
| Scott Brooks    | 338-207           | 62,0      | 2008–2015 |
| Billy Donovan   | 102-62            | 62,2      | 2015–2020 |
| Mark Daigneault | 22:50             | 30,6      | Seit 2020 |

| Jahr                  | Siege:Niederlagen   | Siege [%]           | Play-offs                                                             |                     |                     |                     |                     |                     |                     |                     |                     |                     |                     |
| Seattle SuperSonics   | Seattle SuperSonics | Seattle SuperSonics | Seattle SuperSonics                                                   | Seattle SuperSonics | Seattle SuperSonics | Seattle SuperSonics | Seattle SuperSonics | Seattle SuperSonics | Seattle SuperSonics | Seattle SuperSonics | Seattle SuperSonics | Seattle SuperSonics | Seattle SuperSonics |
| --------------------- | ------------------- | ------------------- | --------------------------------------------------------------------- | ------------------- | ------------------- | ------------------- | ------------------- | ------------------- | ------------------- | ------------------- | ------------------- | ------------------- | ------------------- |
| 1967/68               | 23:59               | 28,0                | Nicht für die Play-offs qualifiziert                                  |                     |                     |                     |                     |                     |                     |                     |                     |                     |                     |
| 1968/69               | 30:52               | 36,6                | Nicht für die Play-offs qualifiziert                                  |                     |                     |                     |                     |                     |                     |                     |                     |                     |                     |
| 1969/70               | 36:46               | 43,9                | Nicht für die Play-offs qualifiziert                                  |                     |                     |                     |                     |                     |                     |                     |                     |                     |                     |
| 1970/71               | 38:44               | 46,3                | Nicht für die Play-offs qualifiziert                                  |                     |                     |                     |                     |                     |                     |                     |                     |                     |                     |
| 1971/72               | 47:35               | 53,7                | Nicht für die Play-offs qualifiziert                                  |                     |                     |                     |                     |                     |                     |                     |                     |                     |                     |
| 1972/73               | 26:56               | 31,7                | Nicht für die Play-offs qualifiziert                                  |                     |                     |                     |                     |                     |                     |                     |                     |                     |                     |
| 1973/74               | 36:46               | 43,9                | Nicht für die Play-offs qualifiziert                                  |                     |                     |                     |                     |                     |                     |                     |                     |                     |                     |
| 1974/75               | 43:39               | 52,4                | 2:4 in der ersten Runde gegen die Golden State Warriors               |                     |                     |                     |                     |                     |                     |                     |                     |                     |                     |
| 1975/76               | 43:39               | 52,4                | 2:4 in den Western-Conference-Halbfinals gegen die Phoenix Suns       |                     |                     |                     |                     |                     |                     |                     |                     |                     |                     |
| 1976/77               | 40:42               | 48,8                | Nicht für die Play-offs qualifiziert                                  |                     |                     |                     |                     |                     |                     |                     |                     |                     |                     |
| 1977/78               | 47:35               | 54,9                | 3:4 in den NBA-Finals gegen die Washington Bullets                    |                     |                     |                     |                     |                     |                     |                     |                     |                     |                     |
| 1978/79               | 52:30               | 63,4                | NBA-Meister mit 4:1 gegen die Washington Bullets                      |                     |                     |                     |                     |                     |                     |                     |                     |                     |                     |
| 1979/80               | 56:26               | 68,3                | 1:4 in den Western-Conference-Finals gegen die Los Angeles Lakers     |                     |                     |                     |                     |                     |                     |                     |                     |                     |                     |
| 1980/81               | 34:48               | 41,5                | Nicht für die Play-offs qualifiziert                                  |                     |                     |                     |                     |                     |                     |                     |                     |                     |                     |
| 1981/82               | 52:30               | 63,4                | 1:4 in den Western-Conference-Halbfinals gegen die San Antonio Spurs  |                     |                     |                     |                     |                     |                     |                     |                     |                     |                     |
| 1982/83               | 48:34               | 58,5                | 0:2 in der ersten Runde gegen die Portland Trail Blazers              |                     |                     |                     |                     |                     |                     |                     |                     |                     |                     |
| 1983/84               | 42:40               | 51,2                | 2:3 in der ersten Runde gegen die Dallas Mavericks                    |                     |                     |                     |                     |                     |                     |                     |                     |                     |                     |
| 1984/85               | 31:51               | 37,8                | Nicht für die Play-offs qualifiziert                                  |                     |                     |                     |                     |                     |                     |                     |                     |                     |                     |
| 1985/86               | 31:51               | 37,8                | Nicht für die Play-offs qualifiziert                                  |                     |                     |                     |                     |                     |                     |                     |                     |                     |                     |
| 1986/87               | 39:43               | 47,6                | 0:4 in den Western-Conference-Finals gegen die Los Angeles Lakers     |                     |                     |                     |                     |                     |                     |                     |                     |                     |                     |
| 1987/88               | 44:38               | 53,7                | 2:3 in der ersten Runde gegen die Denver Nuggets                      |                     |                     |                     |                     |                     |                     |                     |                     |                     |                     |
| 1988/89               | 47:35               | 57,3                | 0:4 in den Western-Conference-Halbfinals gegen die Los Angeles Lakers |                     |                     |                     |                     |                     |                     |                     |                     |                     |                     |
| 1989/90               | 41:41               | 50,0                | Nicht für die Play-offs qualifiziert                                  |                     |                     |                     |                     |                     |                     |                     |                     |                     |                     |
| 1990/91               | 41:41               | 50,0                | 2:3 in der ersten Runde gegen die Portland Trail Blazers              |                     |                     |                     |                     |                     |                     |                     |                     |                     |                     |
| 1991/92               | 47:35               | 57,3                | 1:4 in den Western-Conference-Halbfinals gegen den Utah Jazz          |                     |                     |                     |                     |                     |                     |                     |                     |                     |                     |
| 1992/93               | 55:27               | 67,1                | 3:4 in den Western-Conference-Finals gegen die Phoenix Suns           |                     |                     |                     |                     |                     |                     |                     |                     |                     |                     |
| 1993/94               | 63:19               | 76,8                | 2:3 in der ersten Runde gegen die Denver Nuggets                      |                     |                     |                     |                     |                     |                     |                     |                     |                     |                     |
| 1994/95               | 57:25               | 69,5                | 1:3 in der ersten Runde gegen die Los Angeles Lakers                  |                     |                     |                     |                     |                     |                     |                     |                     |                     |                     |
| 1995/96               | 64:18               | 78,0                | 2:4 in den NBA-Finals gegen die Chicago Bulls                         |                     |                     |                     |                     |                     |                     |                     |                     |                     |                     |
| 1996/97               | 57:25               | 69,5                | 3:4 in den Western-Conference-Halbfinals gegen die Houston Rockets    |                     |                     |                     |                     |                     |                     |                     |                     |                     |                     |
| 1997/98               | 61:21               | 74,4                | 1:4 in den Western-Conference-Halbfinals gegen die Los Angeles Lakers |                     |                     |                     |                     |                     |                     |                     |                     |                     |                     |
| 1998/99               | 25:25               | 50,0                | Nicht für die Play-offs qualifiziert                                  |                     |                     |                     |                     |                     |                     |                     |                     |                     |                     |
| 1999/00               | 45:37               | 54,9                | 2:3 in der ersten Runde gegen den Utah Jazz                           |                     |                     |                     |                     |                     |                     |                     |                     |                     |                     |
| 2000/01               | 44:38               | 53,7                | Nicht für die Play-offs qualifiziert                                  |                     |                     |                     |                     |                     |                     |                     |                     |                     |                     |
| 2001/02               | 45:37               | 54,9                | 2:3 in der ersten Runde gegen die San Antonio Spurs                   |                     |                     |                     |                     |                     |                     |                     |                     |                     |                     |
| 2002/03               | 40:42               | 48,8                | Nicht für die Play-offs qualifiziert                                  |                     |                     |                     |                     |                     |                     |                     |                     |                     |                     |
| 2003/04               | 37:45               | 45,1                | Nicht für die Play-offs qualifiziert                                  |                     |                     |                     |                     |                     |                     |                     |                     |                     |                     |
| 2004/05               | 52:30               | 63,4                | 2:4 in den Western-Conference-Halbfinals gegen die San Antonio Spurs  |                     |                     |                     |                     |                     |                     |                     |                     |                     |                     |
| 2005/06               | 35:47               | 42,7                | Nicht für die Play-offs qualifiziert                                  |                     |                     |                     |                     |                     |                     |                     |                     |                     |                     |
| 2006/07               | 31:51               | 37,8                | Nicht für die Play-offs qualifiziert                                  |                     |                     |                     |                     |                     |                     |                     |                     |                     |                     |
| 2007/08               | 20:62               | 24,4                | Nicht für die Play-offs qualifiziert                                  |                     |                     |                     |                     |                     |                     |                     |                     |                     |                     |
| Oklahoma City Thunder |                     |                     |                                                                       |                     |                     |                     |                     |                     |                     |                     |                     |                     |                     |
| 2008/09               | 23:59               | 28,0                | Nicht für die Play-offs qualifiziert                                  |                     |                     |                     |                     |                     |                     |                     |                     |                     |                     |
| 2009/10               | 50:32               | 61,0                | 2:4 in der ersten Runde gegen die Los Angeles Lakers                  |                     |                     |                     |                     |                     |                     |                     |                     |                     |                     |
| 2010/11               | 55:27               | 67,1                | 1:4 in den Western Conference-Finals gegen die Dallas Mavericks       |                     |                     |                     |                     |                     |                     |                     |                     |                     |                     |
| 2011/12               | 47:19               | 71,2                | 1:4 in den NBA-Finals gegen die Miami Heat                            |                     |                     |                     |                     |                     |                     |                     |                     |                     |                     |
| 2012/13               | 60:22               | 73,2                | 1:4 in den Western Conference-Halbfinals gegen die Memphis Grizzlies  |                     |                     |                     |                     |                     |                     |                     |                     |                     |                     |
| 2013/14               | 59:23               | 72,0                | 2:4 in den Western Conference-Finals gegen die San Antonio Spurs      |                     |                     |                     |                     |                     |                     |                     |                     |                     |                     |
| 2014/15               | 45:37               | 54,9                | Nicht für die Play-offs qualifiziert                                  |                     |                     |                     |                     |                     |                     |                     |                     |                     |                     |
| 2015/16               | 55:27               | 67,1                | 3:4 in den Western Conference-Finals gegen die Golden State Warriors  |                     |                     |                     |                     |                     |                     |                     |                     |                     |                     |
| 2016/17               | 47:35               | 57,3                | 1:4 in der ersten Runde gegen die Houston Rockets                     |                     |                     |                     |                     |                     |                     |                     |                     |                     |                     |
| 2017/18               | 48:34               | 58,5                | 2:4 in der ersten Runde gegen die Utah Jazz                           |                     |                     |                     |                     |                     |                     |                     |                     |                     |                     |
| 2018/19               | 49:33               | 59,8                | 1:4 in der ersten Runde gegen den Portland Trail Blazers              |                     |                     |                     |                     |                     |                     |                     |                     |                     |                     |
| 2019/20               | 44:28               | 61,1                | 3:4 in der ersten Runde gegen die Houston Rockets                     |                     |                     |                     |                     |                     |                     |                     |                     |                     |                     |
| 2020/21               | 22:50               | 30,6                | Nicht für die Play-offs qualifiziert                                  |                     |                     |                     |                     |                     |                     |                     |                     |                     |                     |
| 2021/22               | 24:58               | 29,3                | Nicht für die Play-offs qualifiziert                                  |                     |                     |                     |                     |                     |                     |                     |                     |                     |                     |
| 2022/23               | 40:42               | 48,8                | Nicht für die Play-offs qualifiziert in den Play-ins                  |                     |                     |                     |                     |                     |                     |                     |                     |                     |                     |
| 2023/24               | 57:25               | 69,5                | 2:4 in den Western Conference-Halbfinals gegen die Dallas Mavericks   |                     |                     |                     |                     |                     |                     |                     |                     |                     |                     |
| 2024/25               | 68:14               | 82,9                | NBA-Meister mit 4:3 gegen die Indiana Pacers                          |                     |                     |                     |                     |                     |                     |                     |                     |                     |                     |
| Gesamt                | 793:565             | 58,4 %              | 79:68 in den Play-offs (53,7 %) – 1 NBA-Meisterschaft                 |                     |                     |                     |                     |                     |                     |                     |                     |                     |                     |

| Franchiseniederlassung | Siege:Niederlagen | Gewonnen [%] | Playoffs                                                  |
| ---------------------- | ----------------- | ------------ | --------------------------------------------------------- |
| Seattle SuperSonics    | 1745:1585         | 52,4         | 107:110 in den Play-offs (49,3 %) – 1 NBA-Meisterschaft   |
| Oklahoma City Thunder  | 793:565           | 58,4         | 079:68 in den Play-offs (53,7 %) – 1 NBA-Meisterschaft    |
| Gesamt                 | 2538:2150         | 54,1         | 186:178 in den Play-offs (51,1 %) – 2 NBA-Meisterschaften |